# Pierre Curzi
 (mai 2021).
Pierre Curzi, né le 11 février 1946 à Montréal, est un acteur et scénariste canadien du Québec, ainsi qu'un syndicaliste et un homme politique d'orientation souverainiste, député à l'Assemblée nationale du Québec de 2007 à 2012, élu sous la bannière du Parti québécois, qu'il quitte en 2011 avec deux autres députés. 

## Biographie

### Origines familiales et formation
Après ses études secondaires, il est élève de l’École nationale de théâtre du Canada, dont il sort en 1969.

### Parcours artistique
Il mène depuis 1969 une carrière variée, au cinéma, à la télévision et au théâtre.
Au cinéma, il travaille avec de grands réalisateurs et tient des rôles dans des productions importantes de la cinématographie québécoise, dont Les Plouffe et Maria Chapdelaine de Gilles Carle, Pouvoir intime de Yves Simoneau (qu’il scénarise avec ce dernier et reçoit une nomination pour le meilleur scénario aux prix Génie de 1987), Le Déclin de l'empire américain et le succès international Les Invasions barbares de Denys Arcand.
À la télévision, il tourne principalement dans des télé-théâtres dans les années 1970 tout en participant à des émissions comme Duplessis et marque l'imaginaire des jeunes québécois en interprétant Michel dans Youhou. Il apparaît dans plusieurs téléromans dans les années 1980 et devient un acteur de télévision incontournable dans les années 1990 en participant à plusieurs séries à succès, dont Les Filles de Caleb, Marguerite Volant, et Virginie. Au début des années 2000, il apparaît dans Smash, Le Négociateur et Providence.
Au théâtre, il participe à plus de 30 productions entre 1969 et 2006 en défendant, entre autres, les œuvres de Shakespeare, Bertolt Brecht, Claude Gauvreau et Tchekhov, confirmant ainsi sa polyvalence entre le théâtre classique, le théâtre contemporain et les œuvres d'avant-garde les plus exigeantes. Il est notamment membre fondateur du mythique « Le Grand cirque ordinaire », groupe créé en 1969 qui s'étiola vers la fin des années 70.
Il collabore également, sur une base quotidienne, à l'émission radiophonique de Paul Arcand, Puisqu’il faut se lever comme commissaire à la « Commission Curzi-Dumont », où il débat de sujets d'actualités avec son collègue Mario Dumont.

### Activités syndicales et professionnelles (1998-2006)

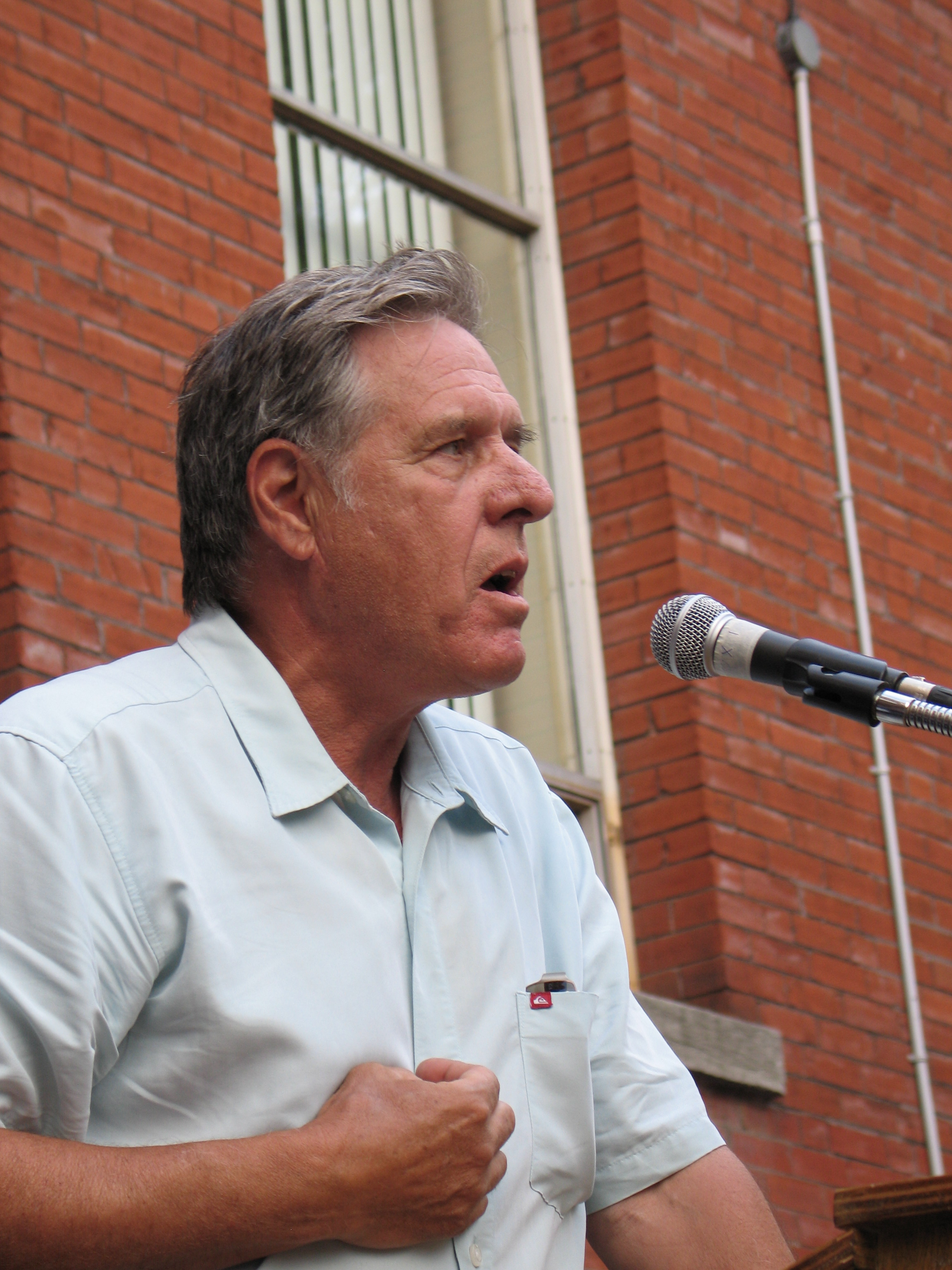
Pierre Curzi prononçant un discours à l'occasion du de l'adoption de la Charte de la langue française, en août 2007.

En 1998, il est élu président de l'Union des artistes du Québec, principal syndicat d'artistes de la scène, de la télévision et du cinéma de la province. Il occupe cette fonction pendant huit ans. 
La même année, il devient coprésident de la Coalition pour la diversité culturelle. 
De 2004 à 2007, il est vice-président de l'Association internationale des acteurs.
Au cours de ses années de syndicalisme, il mène une campagne pour la ratification par le Canada de la Déclaration universelle de l'Unesco sur la diversité culturelle.
En septembre 2006, il annonce sa retraite de la scène et sa démission de la présidence de l'Union des artistes, pour pouvoir se consacrer à la cause souverainiste.

### Activités politiques (2007-2012)
Candidat du Parti québécois à l'Assemblée du Québec, il est élu député de la circonscription de Borduas le 26 mars 2007. En tant que député, il agit comme porte-parole officiel du deuxième groupe d'opposition sur les sujets « culture et communication » et « langue ».
À l'été 2008, le député de Borduas apporte son soutien à une lettre ouverte de l'artiste Luc Archambault dénonçant la venue de Paul McCartney sur les plaines d'Abraham à Québec, à l'occasion du 400e anniversaire de la fondation de cette ville. Selon Archambault, il s'agit d'une « canadianisation » des fêtes ; Curzi affirme qu'il s'agit de « la goutte qui fait déborder le vase ». Quelques jours plus tard, la présidente du Parti québécois, Pauline Marois, se dissocie de Curzi et affirme qu'il s'agit d'une initiative personnelle de sa part. Reconnaissant sa bévue, Curzi s'excuse pour son excès de zèle indépendantiste et demande à Paul McCartney « de se souvenir que la langue française qui anime le Québec et que nous célébrons est encore bien fragile. »
En septembre 2010, Curzi affirme à l'émission Les Francs-tireurs que le faible nombre de joueurs québécois dans l'équipe de hockey des Canadiens de Montréal est pour lui une « prise de possession du pouvoir fédéral sur le club canadien ». Pauline Marois se dissocie de nouveau de ces propos.
Au printemps 2010, Pierre Curzi publie une étude intitulée Le grand Montréal s'anglicise, brossant un portrait préoccupant de la situation linguistique dans l'enseignement supérieur : « Nous avons montré que l'enseignement supérieur anglophone attirait une part considérable des jeunes francophones et près de la moitié des jeunes allophones. Cette situation rappelle à plusieurs égards celle qui prévalait dans l'enseignement primaire et secondaire avant l'entrée en vigueur de la Charte de la langue française.»

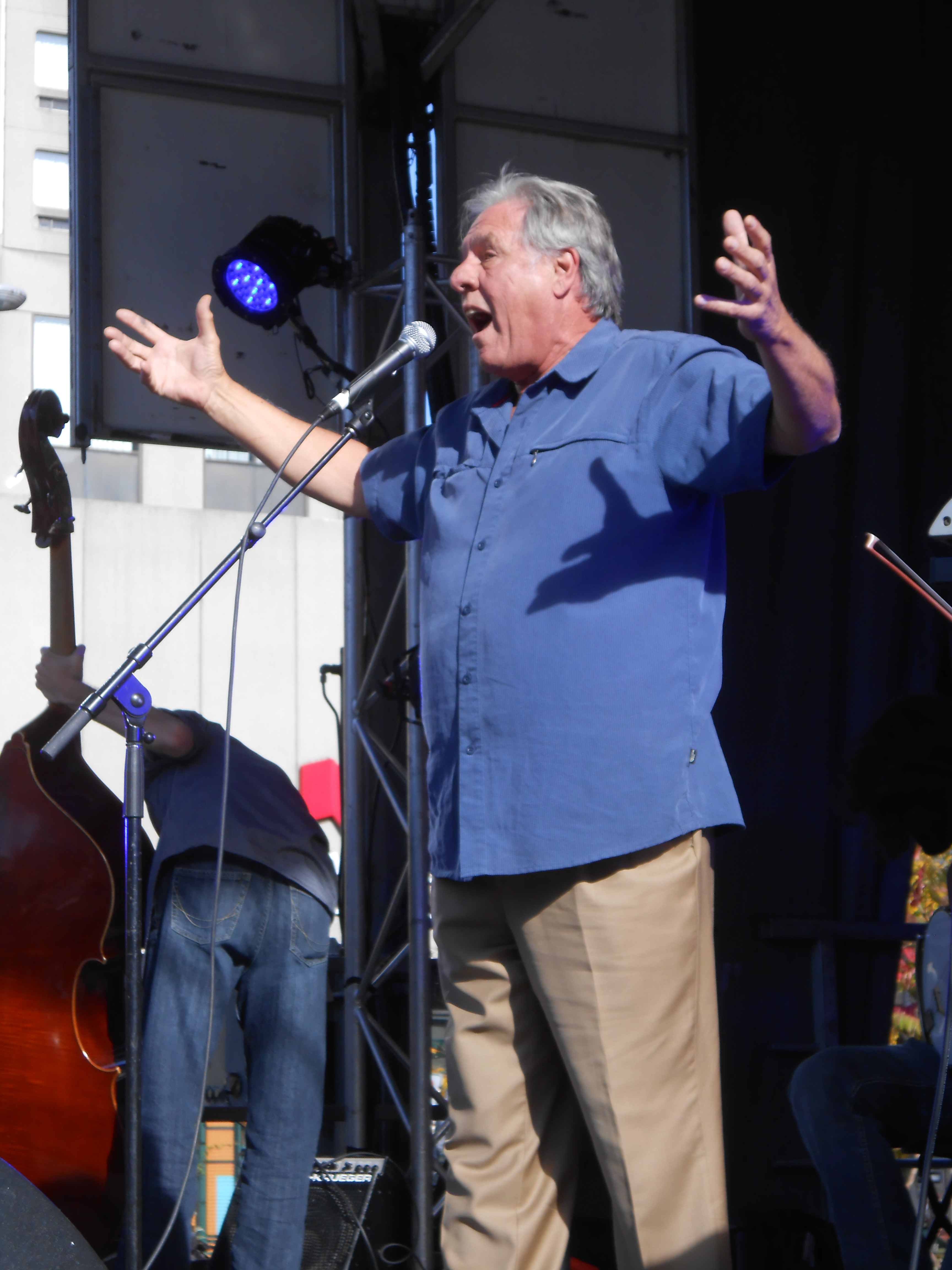
Pierre Curzi prononçant un discours sur la place Émilie-Gamelin le 13 octobre 2013

En janvier 2011, il publie l'étude L'Application de la Charte de la langue française au collégial : un prolongement nécessaire. Cette étude confirme la nécessité de l'application de la Charte de la langue française dans l'enseignement postsecondaire et le besoin d'une formation plus achevée en langue anglaise[pas clair] pour les élèves du secondaire. Pour Pierre Curzi, il est évident que « devant l'accélération de la détérioration de la situation du français révélée par le recensement de 2006, de plus en plus de Québécois sont convaincus de l'opportunité d'une telle réforme, et nous croyons qu'il est temps de répondre à ces préoccupations ». La ministre libérale responsable de la Charte de langue française, Christine St-Pierre, réagit en exprimant clairement sa position : « C'est une proposition radicale, démesurée, pour des étudiants qui arrivent à l'âge adulte et qui veulent faire des choix en fonction de leur carrière. »,,
Lors du XVIe congrès national du Parti québécois, tenu les 15, 16 et 17 avril 2011 au Palais des congrès de Montréal, les délégués du Parti québécois appuient massivement la proposition de Pierre Curzi sur l'application de la Charte de la langue française au niveau collégial.
Le 6 juin 2011, à la suite du projet de loi 204, prévoyant un accord public-privé  entre la ville de Québec et la société Québecor pour construire un nouvel amphithéâtre à Québec, Pierre Curzi démissionne du PQ ainsi que deux autres de ses membres, restant cependant députés indépendants. Le 9 juin, il annonce sur sa page Facebook que « sans regret, sans remords, je n’ai aucunement l’intention de réintégrer le caucus du Parti québécois ». Il ne se représente pas aux élections de 2012.
Il était le porte-parole de l'opposition officielle en matière de langue. Le 6 juin 2011, il a annoncé sa démission du Parti québécois, et qu'il serait député souverainiste indépendant jusqu'à la fin de son mandat.

### Vie privée
Il est marié à l'actrice Marie Tifo et père de Mélissa et Alexandre.

## Filmographie

### Cinéma
- 1964 : Trouble-fête de Pierre Patry[9]
- 1971 : On est loin du soleil : Yvon[10]
- 1973 : Tu brûles... tu brûles...[11]
- 1973 : Les Allées de la terre : Antoine[12]
- 1975 : Confidences de la nuit (L'Amour blessé) (voix)[13]
- 1976 : Parlez-nous d'amour[14]
- 1980 : Fantastica : André[15]
- 1980 : Suzanne : Pierre[16]
- 1981 : Les Plouffe : Napoléon Plouffe[17]
- 1982 : Les Fleurs sauvages : Pierre Dubuc[18]
- 1982  : Les Yeux rouges : Bertrand Houle[19]
- 1983 : Lucien Brouillard : Lucien Brouillard[20]
- 1983 : Maria Chapdelaine : Eutrope Gagnon[21]
- 1984 : Le Jour S... : Jean-Baptiste Beauregard[22]
- 1984 : Le Crime d'Ovide Plouffe : Napoléon Plouffe[23]
- 1985 : Le Million tout-puissant[24]
- 1986 : Evixion[25]
- 1986 : Pouvoir intime : Gildor[26]
- 1986 : Le Déclin de l'empire américain : Pierre[27]
- 1989 : Dans le ventre du dragon : Le Boss[28]
- 1990 : T'es belle Jeanne : Paul[29]
- 1990 : Babylone : Luigi[30]
- 1993 : April One : Jean Leduc[31]
- 1994 : C'était le 12 du 12 et Chili avait les blues : Monsieur CN
- 1996 : Le Cri de la nuit : Pierre[32]
- 1999 : Matroni et moi : M. Larochelle[33]
- 2003 : Les Invasions barbares : Pierre[34]
- 2003 : 1604 : De Monts[35]
- 2004 : La Pension des étranges[36]
- 2004 : Comment conquérir l'Amérique[37]
- 2004 : Littoral : Policier Turcot[38]
- 2005 : Idole instantanée : Gaétan Lemieux[39]
- 2006 : Roméo et Juliette : Paul Véronneau[40]
- 2007 : L'Âge des ténèbres : Pierre[41]
- 2013 : Manigances : Notice Rouge : Georges Paoli[42]
- 2016 : La Nouvelle Vie de Paul Sneijder : Maître Wagner-Leblond[43]
- 2015 : Chorus de François Delisle : Jérôme[44]
- 2018 : La Chute de l'empire américain de Denys Arcand : Maître Wilbrod Taschereau[45]
- 2020 : Les Vieux Chums de Claude Gagnon : Gilbert, le père de Jacques
- 2021 : Une révision de Catherine Therrien : Jacques Lamoureux
- 2024 : Se fondre de Simon Lavoie : détenu

### Télévision
- 1974 - 1977 : Youhou : Michel
- 1978 : Duplessis : Le reporter
- 1979 : Riel : Isidore
- 1979 - 1980 : Frédéric : Le chef des motards
- 1984 - 1988 : Le Parc des braves : Major Paul Bérubé
- 1985 : Un amour de quartier : Speedy Joe
- 1986 - 1989 : Des dames de cœur : François O'Neil
- 1989 : Miléna Nova Tremblay : François Tremblay
- 1989 - 1991 : Super sans plomb : J.-P. St-Onge
- 1989 - 1991 : Un signe de feu : François O'Neil
- 1990 - 1991 : Les Filles de Caleb : Dosithée Pronovost
- 1992 : Les Intrépides
- 1992 : Les Cravates léopards : Vermontier
- 1992 : 1994 : Montréal P.Q. : Paulus Quintal
- 1993 : Shehaweh : Sieur de Maisonneuve
- 1993 : Les Grands Procès : Me Robert Calder
- 1994 : Cœur à prendre : Vincent, Bouquet
- 1994 : Les Jumelles Dionne (téléfilm), de Christian Duguay : Alphonse Fortier
- 1995 : Jalna : Greg
- 1996 : Marguerite Volant : Renaud Larochelle
- 1997 : Le Masque : Victor Thibault
- 1997  - 2002 : Virginie : Gilles Bazinet (1997-2002)
- 2004 : Smash : Bernier Fafard, le patron de Jacques
- 2005 : Providence : Jean-Guy Bélanger
- 2005 : Le Négociateur : Maurice Martel
- 2007 : Les Invincibles : Gene
- 2010 : La Promesse : Daniel (Infirmier)
- 2014 : Nouvelle Adresse : Gérard Lapointe
- 2014 : Mensonges : Dr Michel Pelletier, psychiatre
- 2015 - 2018 : O' : Richard
- 2018 : Appelle-moi si tu meurs : Cesare Ciccarelli (Parrain de la mafia)

## Théâtre
- 2006 : août de Jean Marc Dalpé
- 2005 : La Tempête de William Shakespeare
- 2005 : Coin St-Laurent
- 2002 : La Nuit des rois de William Shakespeare
- 2001 : L'Hiver de force de Réjean Ducharme
- 2001 : Le Mouton et la Baleine de Ahmed Ghazali
- 1999 : Trick or treat de Jean Marc Dalpé
- 1998 : Le miroir aux tartuffes de Jean-Claude Germain
- 1997 : Chrysanthème de Eugène Lion
- 1995 : Mère Courage de Bertolt Brecht
- 1994 : La Mouette de Anton Tchekhov
- 1993 : La Reprise de Claude Gauvreau
- 1992 : Six personnages en quête d'auteur de Luigi Pirandello
- 1992 : Conte d'Hiver de Anne Legault
- 1991 : Shakespeare, un monde qu'on peut apprendre par cœur de Michel Garneau
- 1989 : La Nuit du 16 janvier de Ayn Rand
- 1988 : Le Baiser de la Femme Araignée de Manuel Puig
- 1988: Cendres de David Rudkin
- 1986 : Deux sur la Balançoire de W. Gibson
- 1986 : Avec Lorenzo à mes Côtés du Grand Cirque ordinaire, inspiré de Musset
- 1984 : En attendant Godot de Samuel Beckett
- 1984 : Mère Courage de Bertolt Brecht
- 1984 : Le Tir à Blanc de André Ricard
- 1979 : Le Théâtre de la Maintenance de Jean Barbeau
- 1978 : L'Abécédaire Conditionnel de Michel Garneau
- 1978: Les Fiancés de Rose Latulipe, Création Collective du Grand Cirque ordinaire
- 1977 : Les Nerfs à l'Air, Création Collective
- 1977 : L'Impromptu chez M. R. Pantalon
- 1976 : La Steppette Impossible
- 1975 : La Tragédie Américaine de l'Enfant Prodigue, Création Collective
- 1975 : Colette et Pérusse de Robert Claing
- 1975 : Une Brosse de [Jean Barbeau]
- 1974 : Floralie de [Roch Carrier]
- 1974 : Salut Galarneau de Jacques Godbout et D. Chouinard
- 1973 : Don Quichotte de Jean-Pierre Ronfard, adapté de Cervantes
- 1973 : Galipotte 8 de Robert Gravel
- 1972 : Les Oranges sont vertes de Claude Gauvreau
- 1972 :  Sparages de Marcel Sabourin
- 1971 : Les Fourberies de Scapin de [Molière]
- 1971 : Chiniqui, Création Collective
- 1970 : Chmou de Pierre Bégin et Pierre Collin
- 1970 : La Guerre Yes Sir de Roch Carrier
- 1969 : Gens de Noël, Tremblez!, Création Collective
- 1969 : À Cœur Ouvert de Robert Gurick
- 1969 : P.O.T. T.V., Création Collective

### Comme scénariste
- L’Œil qui rêve, 1987
- Pouvoir intime avec Yves Simoneau, 1983
- Un chemin perdu d'avance coauteur, avec Francine Ruel, 1980

## Distinctions
- 1984 Prix Génie: Double nomination comme acteur de soutien pour ses performances dans les films Lucien Brouillard et Maria Chapdelaine
- 1986 Prix Génie: Nomination comme acteur de soutien pour son rôle de Pierre dans Le Déclin de l'empire américain. Nomination, avec Yves Simoneau, pour le meilleur scénario original pour le film Pouvoir intime
- Mars 2003 L'ordre de la Pléiade, nommé chevalier. Destiné à reconnaître les mérites éminents de personnalités qui se sont particulièrement distinguées en servant les idéaux de coopération et d'amitié de la Francophonie. Initiative de l'Assemblée parlementaire de la francophonie.
- Février 2004 Soirée des Prix Jutra: Nomination comme meilleur acteur de soutien pour son rôle de Pierre dans Les Invasions barbares
- Mars 2006 Prix Camille Laurin : Prix attribué par l'Office québécois de la langue française à une personne qui, au cours de sa carrière et dans sa vie quotidienne, défend le français et en fait la promotion.
- Février 2007 Soirée des Prix Jutra: un Prix Jutra-hommage lui est décerné. Un long hommage, à connotation humoristique, lui est dédié à la soirée des Jutra. Très ému, il a longuement remercié sa grande famille du cinéma dans un discours. Il a conclu son discours en affirmant que « le cinéma se devait d'être à l'image du Québec : fier, libre et souverain. »
- 2014 Patriote de l'année
- 2017 Ordre des francophones d'Amérique